# Jan Thore Grefstad
Jan Thore Grefstad (30 de enero de 1978)  es un cantante y compositor noruego más conocido por su trabajo con las bandas de heavy metal Highland Glory, Wild Willy's Gang y Saint Deamon. Durante un período de un miembro de la banda de black metal Frostmoon.
En octubre de 2007, dejó su banda Highland Glory, para formar Saint Deamon  junto con Ronny Milianowicz y Magnus 'Nobby' Norberg de Dionysus. Con Saint Deamon ha participado en varios festivales como Prog Power USA (2008), Karmøygeddon Metal Festival (2009), Forces of Metal (2009), Norway Rock (2011), Prog Power Oslo (2012) entre otros. 
Jan Thore se unió por un tiempo a TNT como reemplazo temporal del cantante, Tony Mills, que estaba en recuperación por problemas de salud en el Reino Unido.
Además, ha participado en algunos reality shows como The Voice en 2011 y Norske Talenter (la versión noruega de la franquicia global Got Talent) en 2013, dando una actuación épica increíble en ambos espectáculos.

## Discografía

### Highland Glory
- From the Cradle to the Brave (2003)
- Forever Endeavour (2005)

### Wild Willy's Gang
- Camouflage (2005)

### Saint Deamon
- In Shadows Lost From The Brave (2008)
- Pandeamonium (2009)